# Тарбагатай (гори)
Тарбагатай (каз. Тарбағатай) — гірський хребет на сході Казахстану на кордоні з Китаєм, між озерами Алаколь і Зайсан. Довжина близько 300 км, висота до 2992 м (гора Тастау). Складений сланцями, вапняками, пісковиками, гранітами. Північний схил пологіший за південний, пасмо пласкувате (гольці). У вапняках розвинений карст. Схили розчленовані ущелинами.
Нижні частини схилів зайняті напівпустелями і степами. Деревина рослинність по долинах річок. На південному схилі серед степів — чагарники.

## Етимологія
Назва Тарбагатай походить з монгольської мови: (тарбаган або тарвага — бабак", тай або тау — гори); дослівно — «гори, на якій багато бабаків».

## Розташування
Західний кінець Тарбагатая знаходиться за 75 км на південний схід від міста Аягоз, звідси пасмо прямує SE близько 55 км до гори Сандиктас, далі прямує на схід кордоном Казахстану і Китаю. Загальна довжина близько 300 км при найбільшій ширині — 55 км. Найвища точка Тарбагатаю — Тастау (2992 м).
Вважається також частиною гірської країни Саур — Тарбагатай.

## Геологія
Плями вічного снігу зустрічаються тільки на північних схилах пасма, і то в незначній кількості. Підмурівок хребта складається з граніту, місцями зі штоками діориту, яшми; Глинистий сланець зустрічається тільки на деяких вершинах, між іншим, і на Тастау. Вельми поширений тальковий сланець і кристалічний вапняк. При підошві гори Маралшоки переважає порфір, на сході Тарбагатая біля проходу Боргуссутай гори складаються з пісковику, а у витоку річки Себети з конгломератів.

## Гідрографія
З Тарбагатая у сусідні долини стікають численні, хоча і невеликі річки. Між вершинами Маралшоки і Тастау, зливаючись з двох джерел, бере початок річка Урджар, прямуюча на південний захід і впадає в озеро Алаколь. В ущелині між Маралшоки і горою Саришоки прямує на південь річка Алет. На захід від вершини Сандиктас бере початок річка Теректи, що впадає в Урджар. Поблизу гори Саришоки знаходиться вершина південної долини річки Кизикти і північної долини річки Тамирсик, на схід від цих долин лежать 5 невеликих озер.